# Mia De Schamphelaere
Mia De Schamphelaere (Wilrijk, 28 mei 1961) is een Belgische politica voor de CD&V.

## Levensloop
Ze studeerde in 1984 af als licentiaat in de rechten aan de Katholieke Universiteit Leuven. Van 1984 tot 1987 was De Schamphelaere kabinetsmedewerkster van minister van Buitenlandse Zaken en dorpsgenoot Leo Tindemans en nadien was zij van 1987 tot 1995 eerste auditeur aan het Rekenhof. Van 1991 tot 1992 was ze eveneens commissiesecretaris in de Kamer van volksvertegenwoordigers.
Ze werd politiek actief voor de toenmalige CVP en was van 1991 tot 1993 ondervoorzitster van de CVP-Jongeren. Bij de eerste rechtstreekse verkiezingen voor het Vlaams Parlement van 21 mei 1995 werd ze verkozen in de kieskring Antwerpen. Ze bleef Vlaams volksvertegenwoordiger tot juni 1999. In het Vlaams Parlement was ze een actief lid van de commissie Onderwijs, Vorming en Wetenschapsbeleid en ondervoorzitter van de commissie Financiën en Begroting. Als plaatsvervangend lid van de commissie Staatshervorming nam ze ook deel aan de debatten die leidden tot het opstellen van de 5 resoluties van het Vlaams Parlement over de staatshervorming, die in 1999 werden aangenomen.
Na haar periode in het Vlaams Parlement zetelde De Schamphelaere van juli 1999 tot mei 2007 als gecoöpteerd senator in de Senaat. Ze zetelde er in 1999-2003 in de commissie Justitie en van 2003 tot 2007 in de commissie Sociale Aangelegenheden en was woordvoerder van haar partij in ethische dossiers, waarbij ze uitgesproken conservatieve standpunten innam. Van 10 juni 2007 tot juni 2010 zetelde ze vervolgens in de Kamer van volksvertegenwoordigers, waarvan ze vanaf juli 2009 een van de ondervoorzitters was. Van 2008 tot 2009 was ze voorzitster van de commissie Justitie en vast lid van diverse andere Kamercommissies.
Van januari 1995 tot december 2018 was ze gemeenteraadslid in haar gemeente Edegem, waar ze vanaf 2007 tot 2012 schepen van onderwijs, verkeer en gezondheidspreventie was. In november 2010 stelde ze voor om met behulp van trajectcontrole het hoofd te bieden aan sluikverkeer doorheen woonwijken. Ze koppelde de kentekenplaatherkenning (ANPR) van de trajectcontrole met de invoering van tol voor bovenlokaal verkeer dat oneigenlijk gebruikmaakt van woonstraten.
In 2007 werd Mia De Schamphelaere door haar partij voorgedragen als rechter van het Grondwettelijk Hof, maar ze kreeg niet voldoende stemmen achter haar naam. Volgens andere partijen vormde het scherpe ethische profiel van De Schamphelaere een struikelblok.
Van 1997 tot 2007 was ze lid van de raad van bestuur en van 2007 tot 2013 lid van de algemene vergadering van de Karel de Grote Hogeschool. Van 1999 tot 2006 was ze voorzitster van de raad van bestuur van de Scholengemeenschap Korbem. Van 1995 tot 2007 en sinds 2012 is ze lid van de raad van bestuur en sinds 2007 lid van de algemene vergadering van het Katholiek Onderwijs in het bisdom Antwerpen. Sinds 2004 is ze tevens lid van de algemene vergadering van het Universitair Centrum Sint-Ignatius Antwerpen (UCSIA), van 2013 tot 2021 ze lid van de Nederlands-Vlaamse Accreditatieorganisatie (NVAO) en van 2015 tot 2022 was ze lid van de raad van bestuur van het Katholiek Onderwijs Vlaanderen. In 2013 was ze tevens oprichter van het Fonds Jovel, dat financiële steun biedt aan instellingen en organisaties die mensen in schuldbemiddeling begeleiden om met name gezinnen met kleine kinderen te helpen en ondersteunt wordt door de Koning Boudewijnstichting.
In mei 2013 werd ze benoemd tot censor van de Nationale Bank. In mei 2020 volgde haar promotie tot regent van de Nationale Bank, een functie die ze bekleedde tot in mei 2023.
De Schamphelaere is een ridder in de Leopoldsorde. Ze is gehuwd.